# 前景に漂白場のある、北西からのハールレムの眺め
『前景に漂白場のある、北西からのハールレムの眺め』（ぜんけいにひょうはくばのある、ほくせいからのハールレムのながめ、蘭: Gezicht op Haarlem uit het noordwesten, met de blekerijen op de voorgrond、英: View of Haarlem from the Northwest, with the Bleaching Fields in the Foreground）は、17世紀オランダ黄金時代の風景画家ヤーコプ・ファン・ロイスダールが1670年頃、キャンバス上に油彩で制作した絵画である。作品は、アムステルダム国立美術館に所蔵されている。

## 作品
本作は、ハールレム (フローテ教会が遠景に見える) をオフェルフェーンの砂丘から眺めたもので、そこにある洗濯屋の側に漂白されたリネンの洗濯物が見える。ハールレムのリネン産業は、砂丘下の清浄な水が拠り所であった。ロイスダールは、非常に長い地平線のあるこの眺望のために縦長のフォーマットを選んでいる。そうすることで、画面の4分3を雲の浮かぶ空に当てたのである。雲の背後には太陽が見え隠れし、光の束が地面に降り注いでいる。
絵画は、1911年にホフステーデ・デ・フロートにより以下のように記述された。
55番。前景に漂白場のあるハールレムの眺め。ジョン・スミス (美術史家) 補遺 52番。最前景には、オフェルフェーン近郊の丘の一部があり、そこから広い平野が望まれる。左下には、赤瓦の切妻屋根のある5つ小屋の列がある。右側の平原には、長いリネンの布が漂白されるために広げられている。太陽が家々と漂白場の一部の上に輝いているが、過行く雲の影が漂白場の端に伸びている。右側の中景の、木々の中に隠れている農家の背後には、光の当たっている部分もある。後景には、ハールレムの家々の屋根と教会の尖塔があり、それらは部分的に光に照らされている。雲は空の高いところにある。画面左下に完全な署名あり。キャンバス、縦17インチ、横11と1/2インチ。1842年、ハーグのBaron van Nagell van Ampsenのコレクション (ジョン・スミス)。

## ギャラリー
この情景は、ロイスダールがこの時期に制作した他の大きなハールレムの眺望画と非常に類似している (今日、「ハールレム連作」と呼ばれている) 。これらの作品は、後の風景画家たちにインスピレーションを与えた。他の数点のロイスダールの作品同様、本作はブルメンダールにある高い砂丘の視点から捉えられている。

『前景に漂白場のある、北西からのハールレムの眺め』
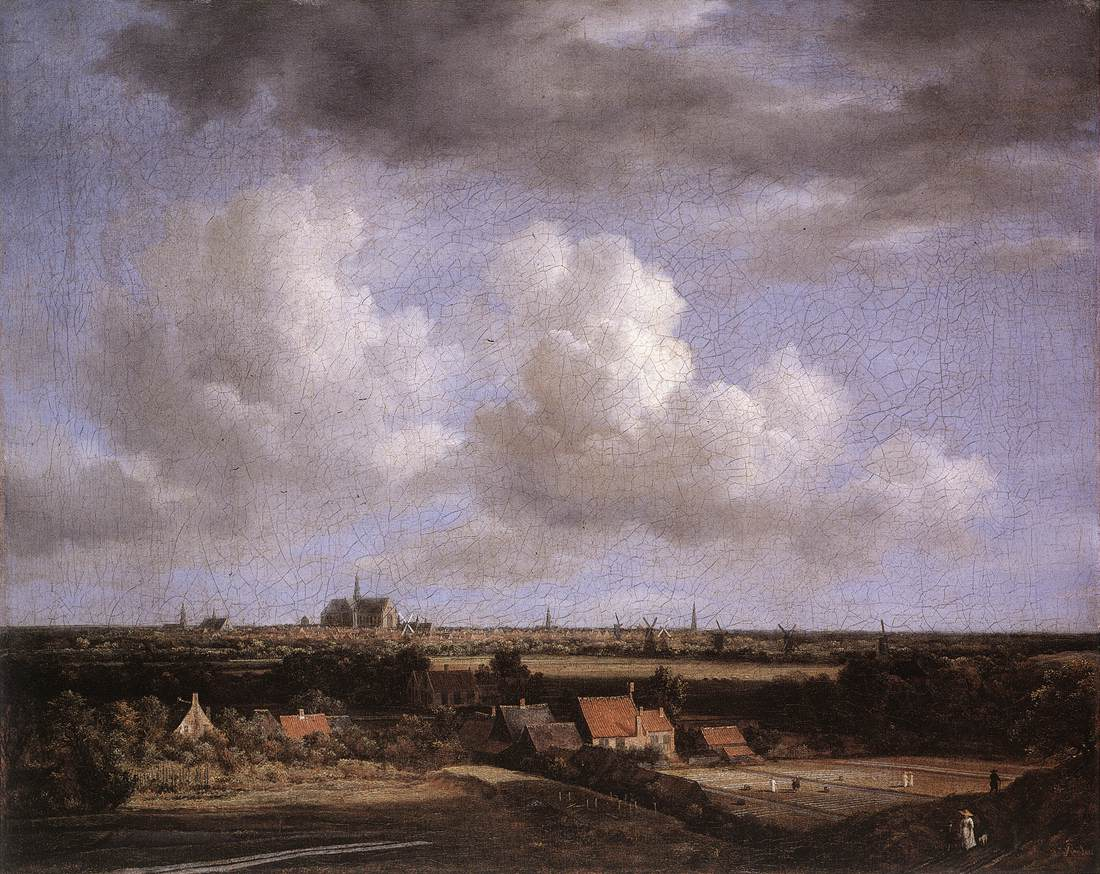
絵画館 (ベルリン) 蔵
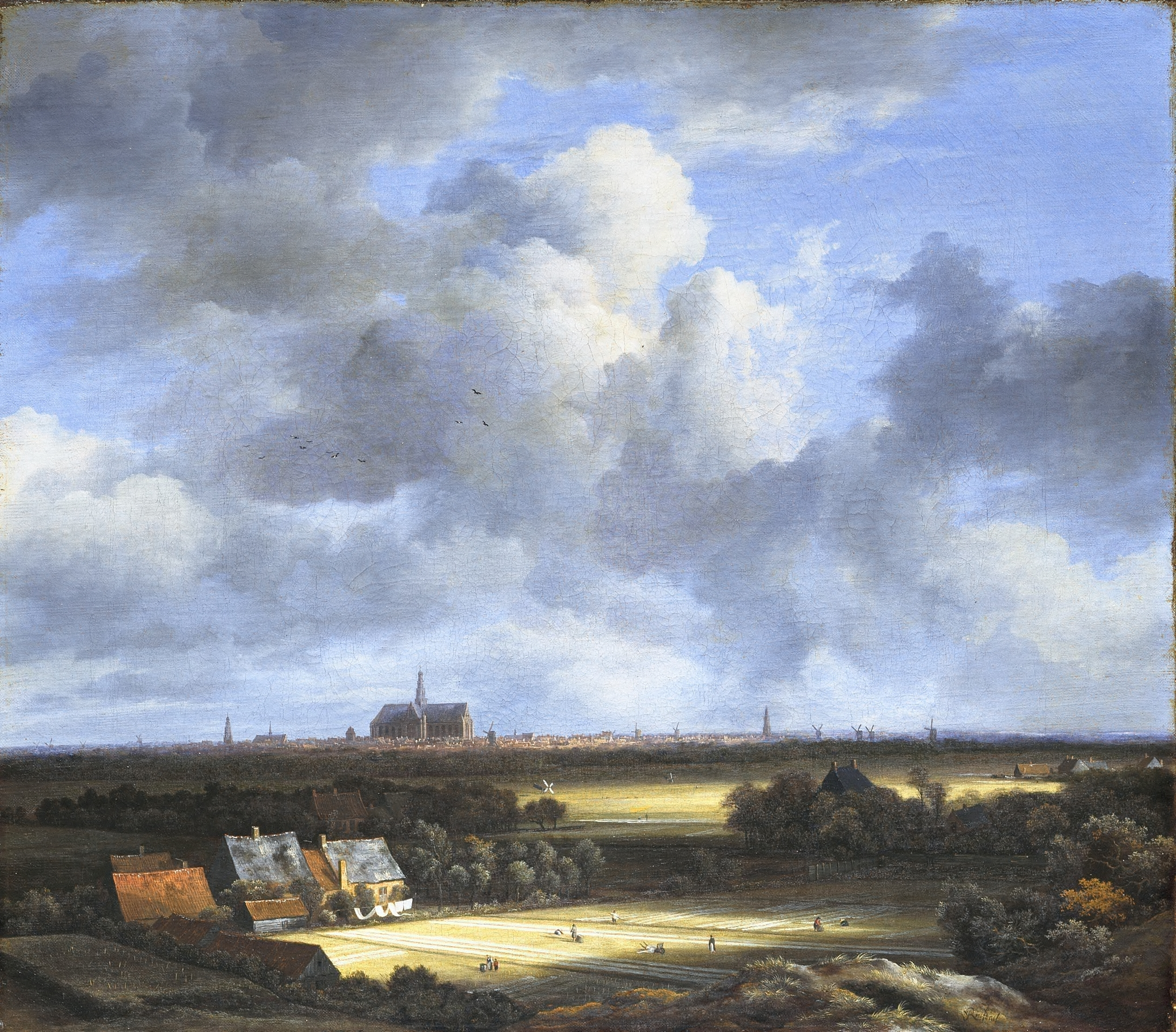
マウリッツハイス美術館 (ハーグ) 蔵